# وادي البيضاء (المدينة المنورة)
وادي البيضاء، أو منتزه البيضاء،
هوأحد المنتزهات البرية الواقعة في شمال المدينة المنورة، ويبعد عن الحرم النبوي بنحو 45 كيلومترا. أما تضاريسه فهي تضم جبالا، وأودية، وغابات مطرية. ويعد منتزه البيضاء في المدينة المنورة، وجهة جذب للسياح، والزوار والحجاج، لكون المنتزه يوجد في منطقة حوضية جبلية رائعة التكوين. كما أنه يوجد ضمن السلسلة الجبلية التابعة لجبال الحجاز، المتكونة من الصخور النارية، والمتحولة، والجرانيتية. وإضافة إلى وجوده على بعد كيلومترات من المسجد النبوي الشريف، فإنه يعد الرئة التي يتنفس بها أهل المدينة المنورة.
لا تقتصر شهرة منتزه البيضاء على موقعه المميز، بل إن وادي الجن الموجود على الطريق للمنتزه، جعل من اسم المنتزه مشهورا بين المواطنين وبين علماء الغرب، وذاع صيته بين السكان، والزوار، والسياح كذلك. فإن زرت المنطقة وسألت عن وادي الجن، ستحصل من الساكنة على باقة من القصص المتعلقة بالمكان. ولعل أشهرها رجوع السيارات لوحدها وتحرك الماء المسكوب إلى المناطق المرتفعة وليس المنخفضة، بنفس حركة السيارات لوحدها. ويعتبر الناس أن هذه الظاهرة تعطي ضربة لقوانين الفيزياء التي تقول بأن الجسم يتحرك حركة حرة من أعلى إلى أسفل و من الأماكن المرتفعة إلى المنخفضة وليس العكس.